# 閣麟街

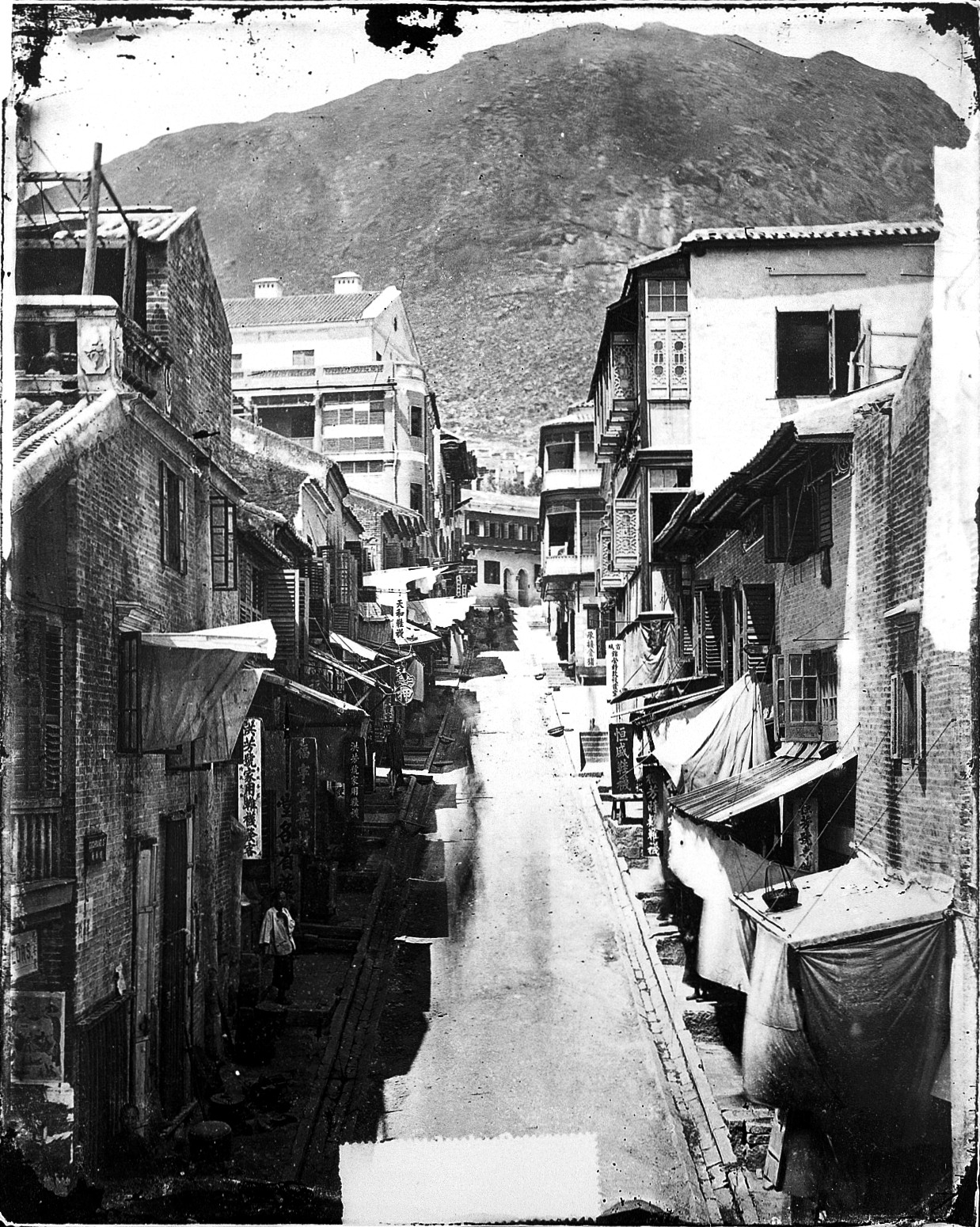
1870年代的閣麟街

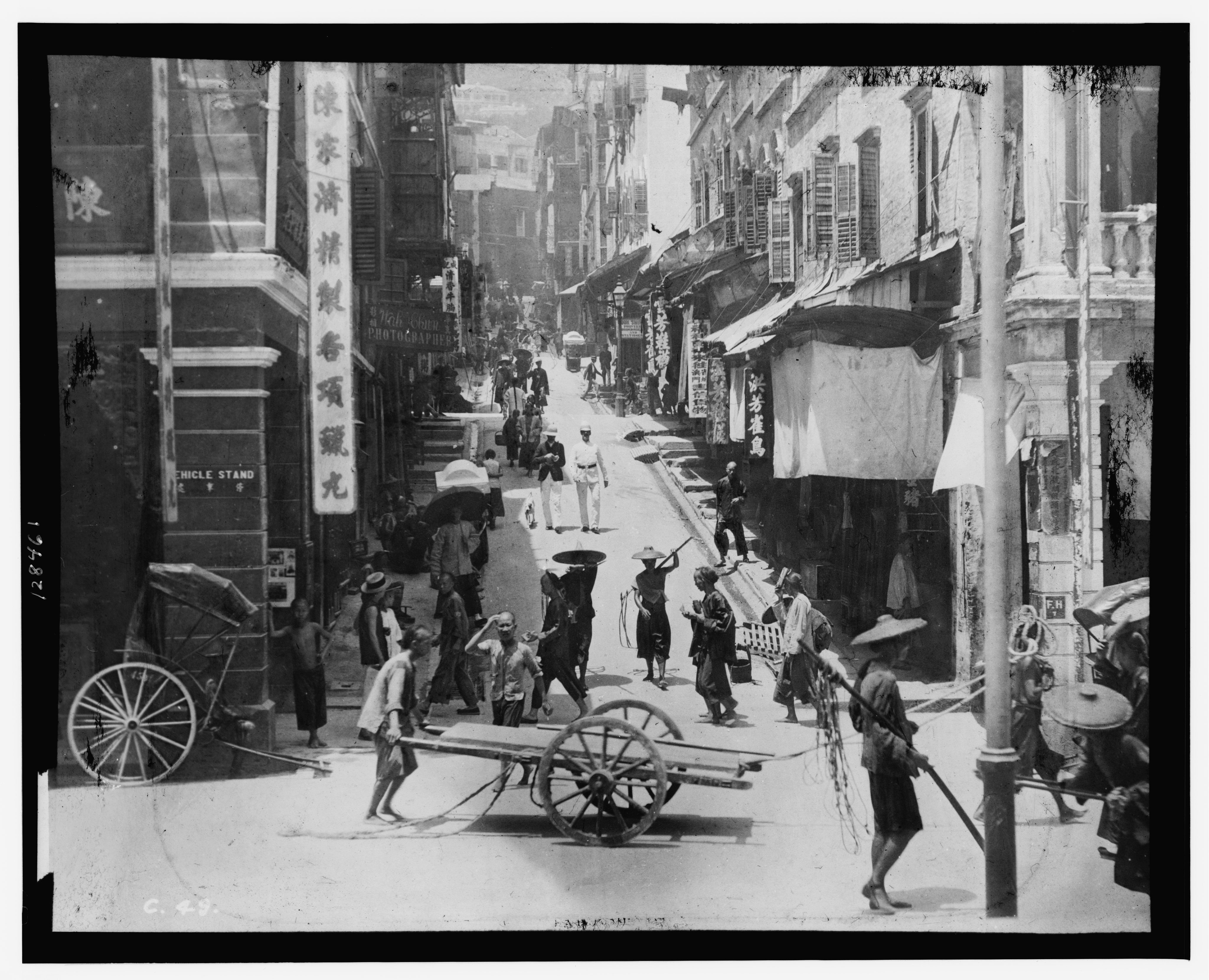
1895年的閣麟街，可見雀鳥店舖招牌

閣麟街（英語：Cochrane Street） ，街名出自1840年代的英國皇家海軍駐香港司令譚馬士·約翰·閣麟少將（Thomas John Cochrane），閣麟在鴉片戰爭後被派駐東印度和中國水域出任海軍總司令, 駐港期間負責保衛香港水域。
閣麟街 是香港的一條街道，位於香港島中環半山區一帶。山下連接皇后大道中交界，山腰連接擺花街及結志街交界。整條街道的上方為中環至半山自動扶梯系統的一部份。閣麟街在19世紀末出現了多家雀鳥店，是香港的第一代「雀仔街」，一直到1930年代中後期遷至永吉街得雲茶樓附近。

## 塌樓慘劇
1901年8月14日晚，閣麟街32及34號兩間房屋突然坍塌，釀成43人喪生。

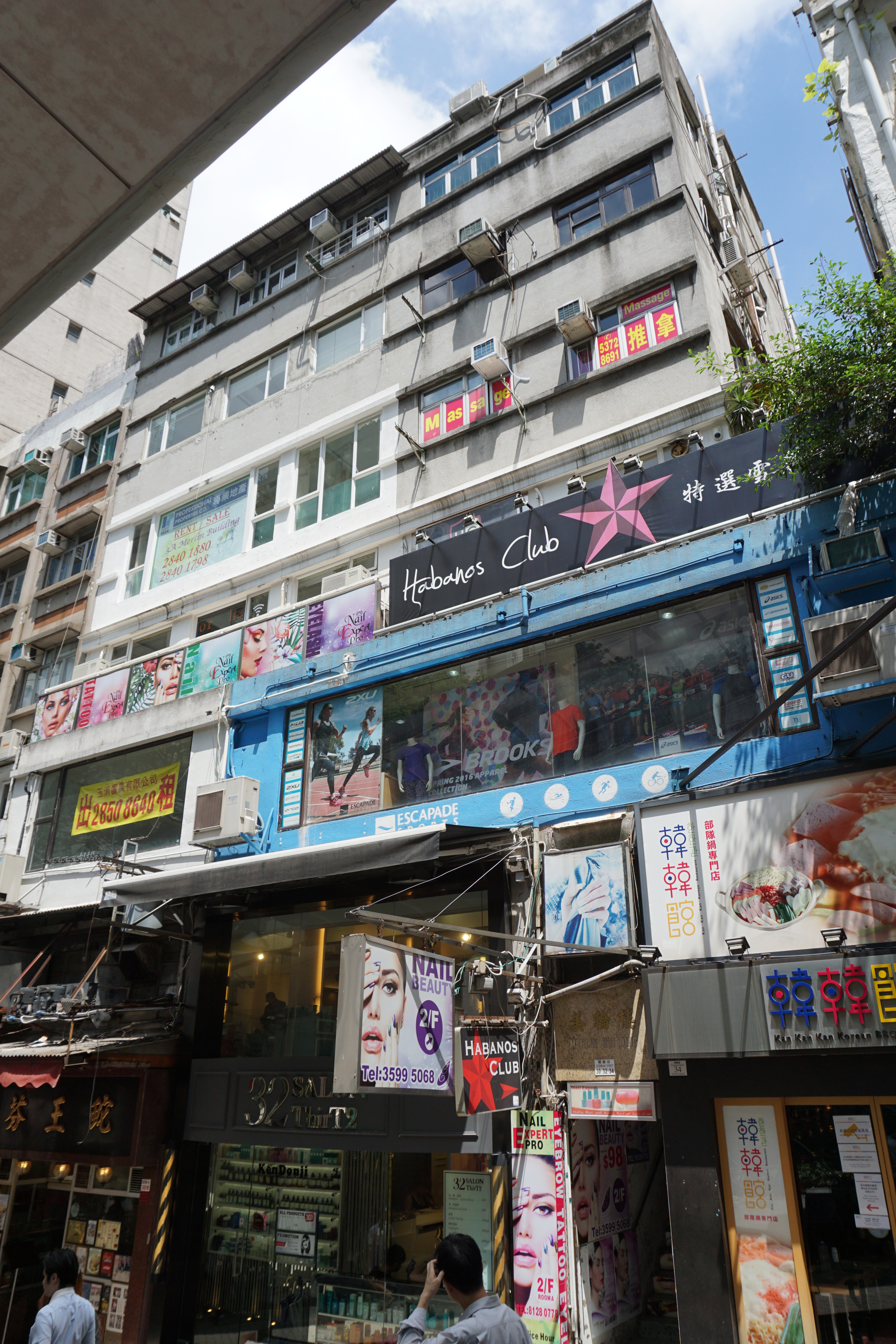
塌樓位置現為美輪樓

## 民房遺蹟
2016年4月，中西區關注組及城西關注組召開記者會，指市區重建局嘉咸街重建範圍內的民房是香港市區最古老的唐樓遺蹟。遺蹟建築群屬背靠背形式以青磚興建，沒有設有後巷，因而推論遺蹟應於1889年前興建。同年，古物古蹟辦事處建議民房遺蹟不予歷史建築評級。

## 著名店舖
- 昔日雀鳥店：洪芳雀鳥、恆芳雀鳥、濟芳雀鳥、雲芳雀鳥等[7]
- 蛇王芬飯店：於1895年創立，歷史超過一世紀[8]
- 春回堂藥行：原本位於鄰近皇后大道中的交界，取名「春回堂」；之後遷往士丹利街交界並易名且營運至今[9]

## 圖片庫

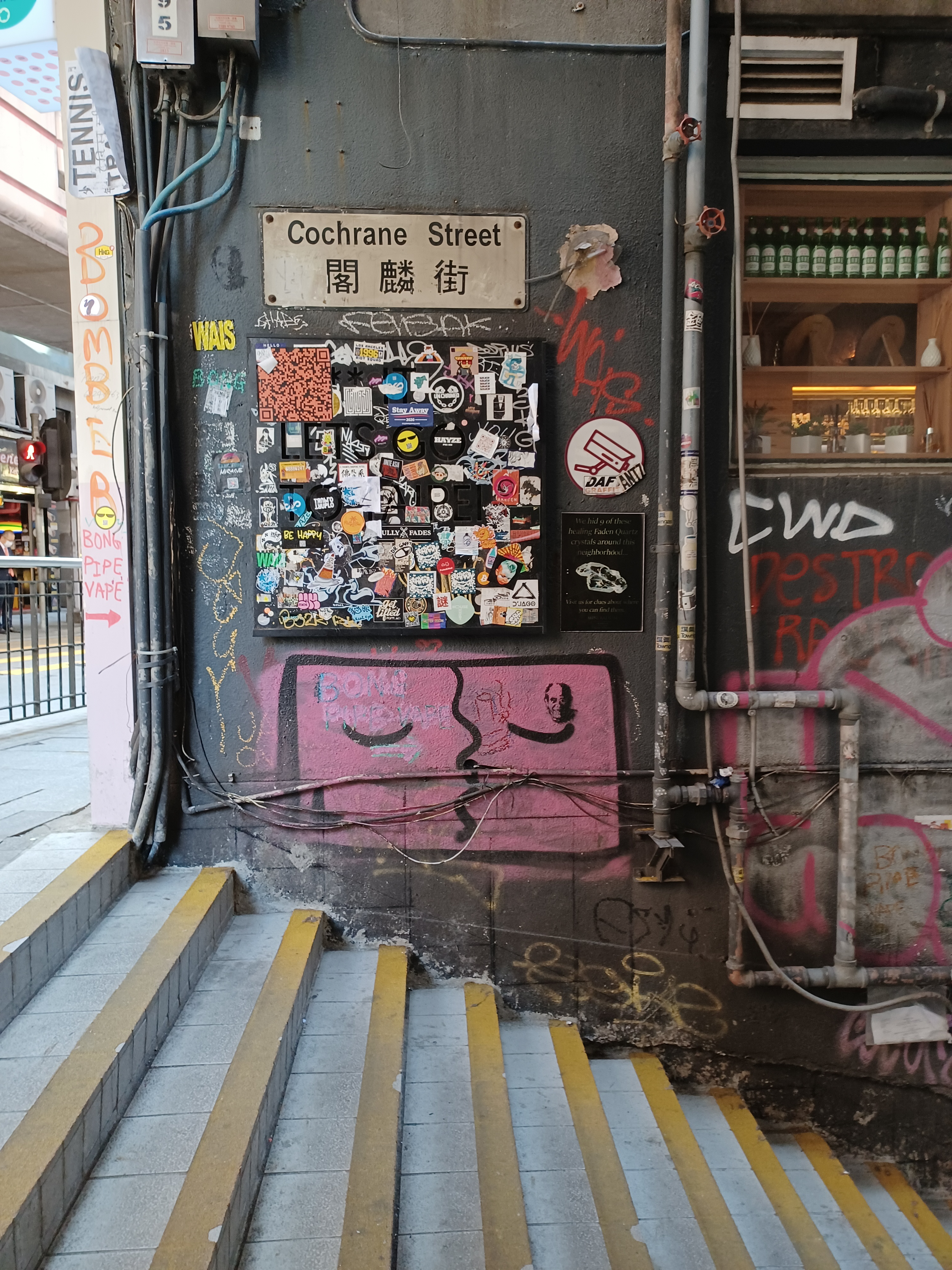
閣麟街之街道牌
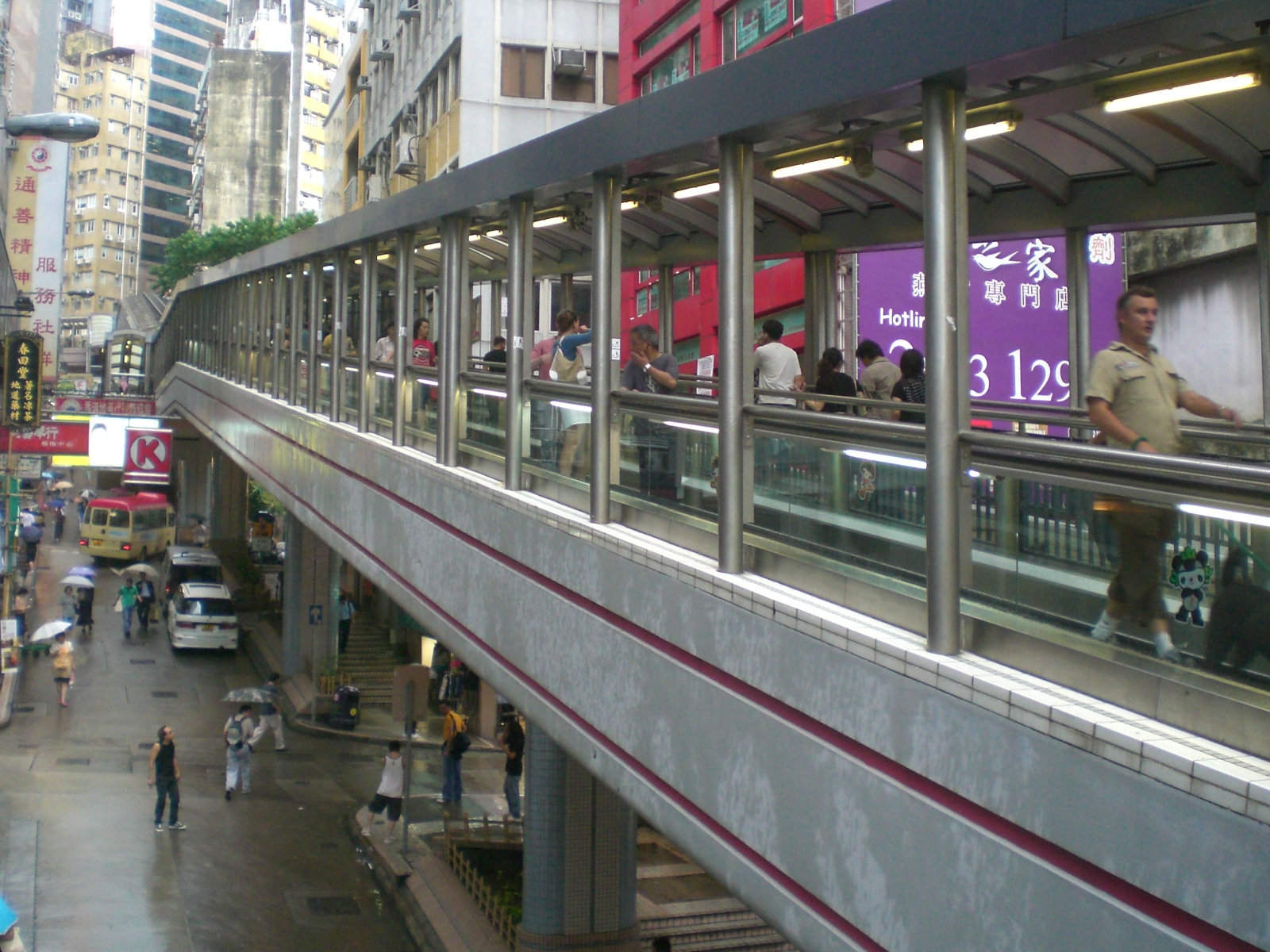
閣麟街北段
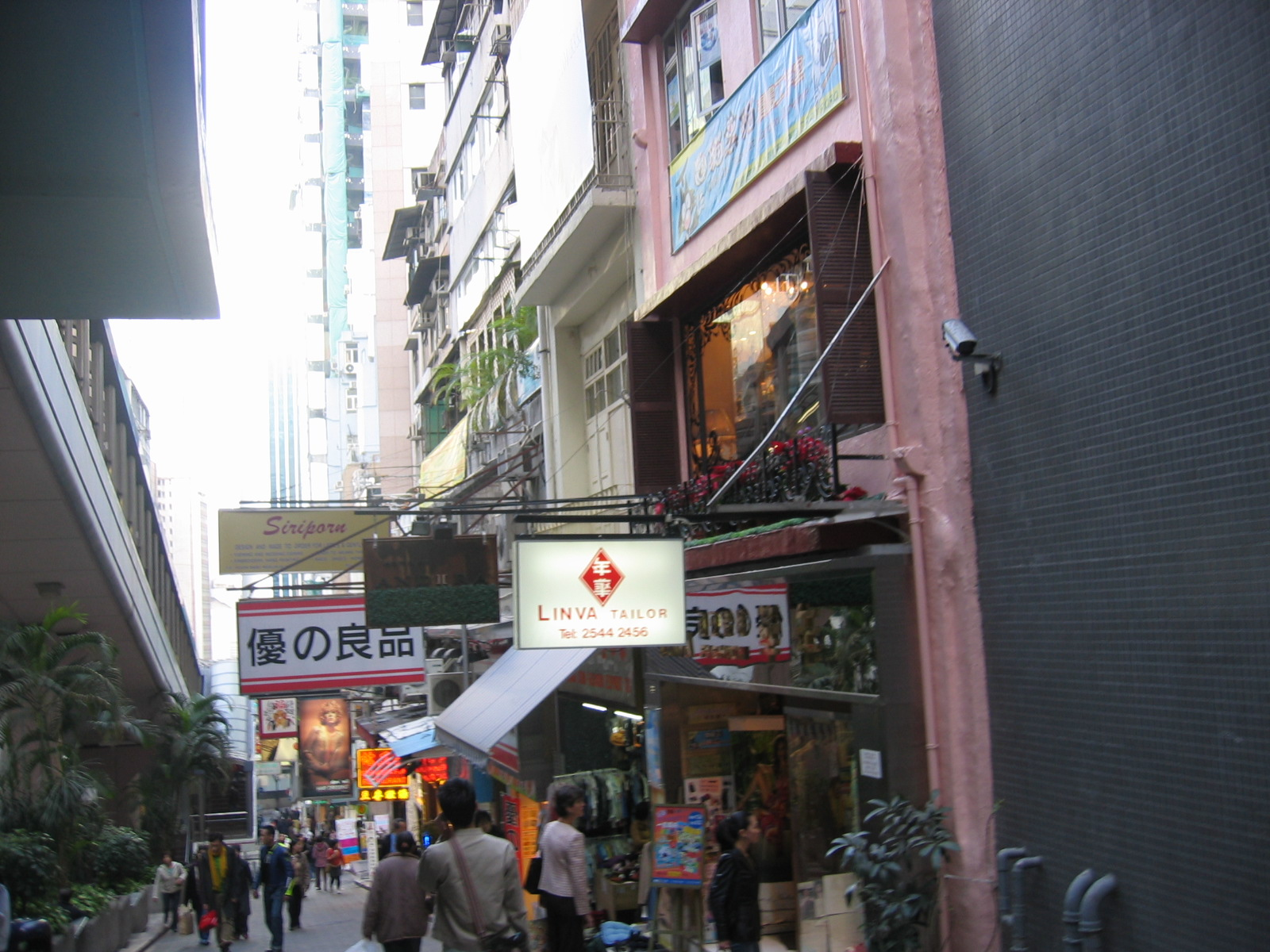
閣麟街地舖（2005年12月）
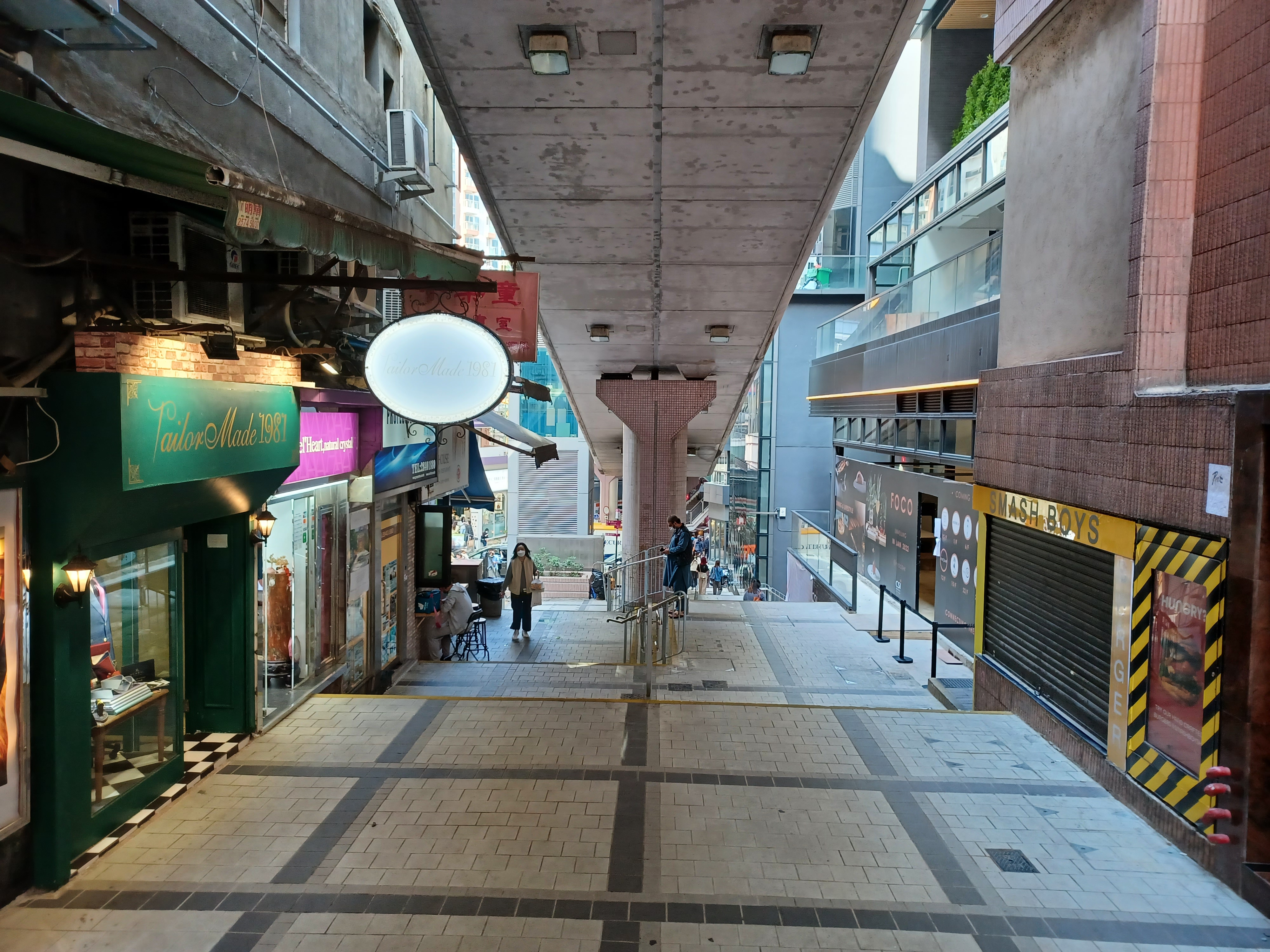
閣麟街
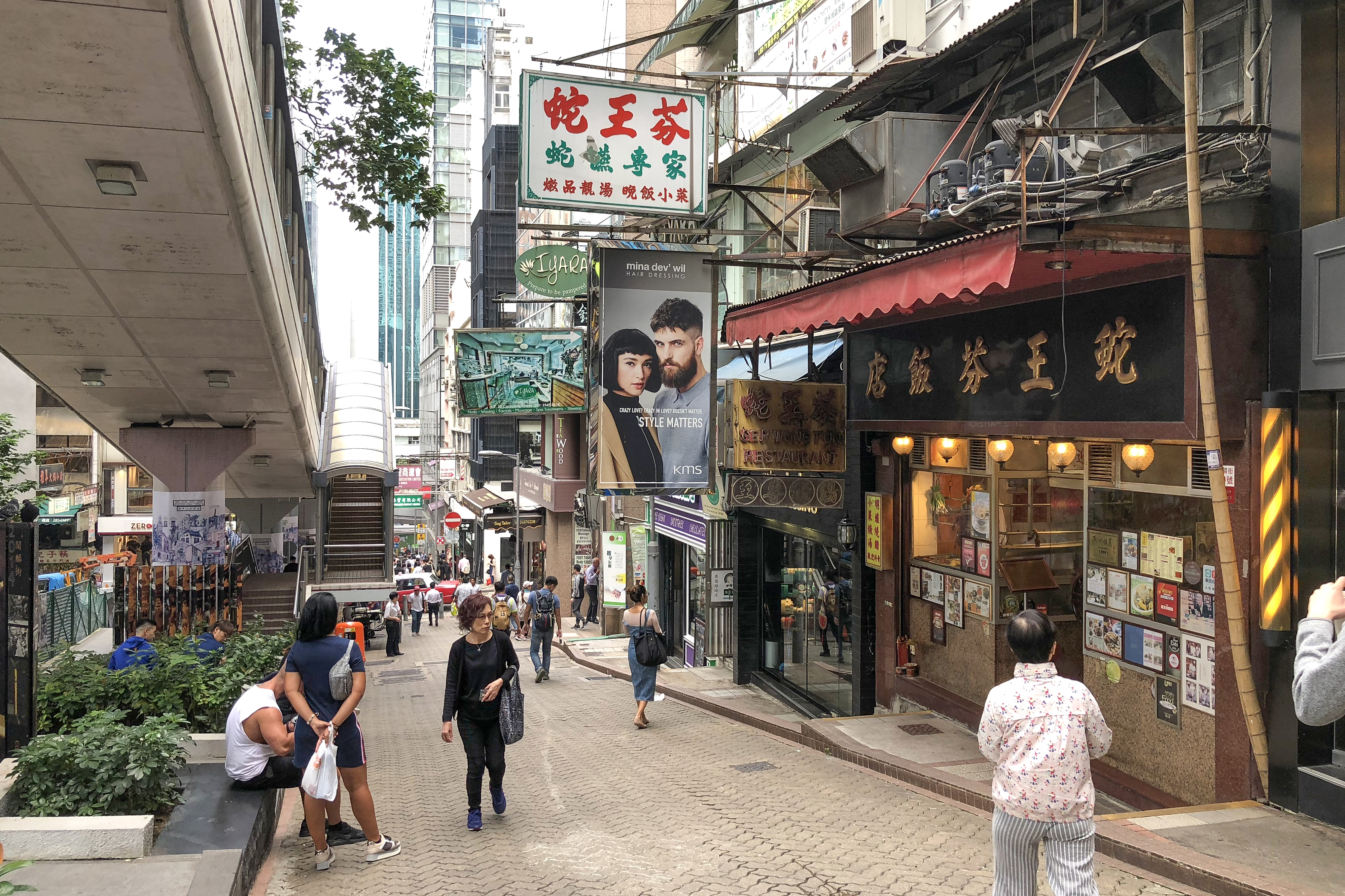
蛇王芬飯店與中環至半山自動扶手電梯系統

## 資料來源
1. ↑  . e123. 2013-12-22  [2024-04-17]. （原始内容存档于2024-04-17）.
2. ↑  鄭, 寶鴻. . 香港: 香港中和出版有限公司. 2017: 125. ISBN 9789888466191.
3. ↑  618上海街. . 市區重建局.   [2020-03-04]. （原始内容存档于2020-09-29）.
4. ↑  . 孖剌西報第2頁. 1901年8月21日. （英文）
5. ↑  . 香港獨立媒體. 2016年4月14日  [2018年2月15日]. （原始内容存档于2019年8月29日）.（繁體中文）
6. ↑  . 香港01. 2016年12月9日  [2022年2月12日]. （原始内容存档于2019年7月13日）.（繁體中文）
7. ↑  鄭, 寶鴻. . 香港: 商務印書館. 2016: 188. ISBN 9789620771521.
8. ↑  Goosie Lam. . 旭茉 JESSICA. 2017-06-03  [2020-03-04]. （原始内容存档于2020-11-10）.
9. ↑  何明新、吳貴龍. . 香港: 商務印書館. 2016: 110. ISBN 9789620771613.

## 外部連結
- 中西區關注組：中環閣麟街／吉士笠街民房遺蹟 具重要文物價值團體促評級保育 （页面存档备份，存于） - 香港獨立媒體